# Helmut Körnig
Helmut Körnig (né le 12 septembre 1905 à Glogau et décédé le 5 mars 1973 à Dortmund) est un athlète allemand spécialiste du sprint. Affilié au SCC Berlin, il mesure 1,75 m pour 66 kg.

## Biographie

### Palmarès
| Date | Compétition           | Lieu        | Résultat | Épreuve    | Performance |
| ---- | --------------------- | ----------- | -------- | ---------- | ----------- |
| 1928 | Jeux olympiques d'été | Amsterdam   | 3e       | 200 mètres | 21 s 9      |
| 1928 | Jeux olympiques d'été | Amsterdam   | 2e       | 4 × 100 m  | 41 s 2      |
| 1932 | Jeux olympiques d'été | Los Angeles | 2e       | 4 × 100 m  | 40 s 9      |

En finale du 200 m. des Jeux d'Amsterdam, il finit troisième ex aequo avec l'américain Jackson Scholz. Les officiels n'arrivant pas à départager les deux hommes proposent une course de départage. Scholz refuse et abandonne la médaille de bronze à Körnig.

### Records
| Épreuve    | Performance | Date |
| ---------- | ----------- | ---- |
| 100 mètres | 10 s 4      | 1926 |
| 200 mètres | 20 s 9      | 1932 |